# Kührointalm

Kührointalm mit Blick auf kleinen und großen Watzmann

Die Kührointalm ist eine Alm am Fuß des Watzmanns in den Berchtesgadener Alpen. Sie liegt dem Gebiet der Gemeinde Schönau am Königssee, Gemarkung Forst Königssee, direkt an der Grenze zur Ramsauer Gemarkung Ramsauer Forst.
Die Alm umfasst heute neben zwei Kasern das Bundespolizeitrainingszentrum Kührointhaus, eine private bewirtschaftete Berghütte mit Übernachtungsmöglichkeit, eine Infostelle des Nationalparks Berchtesgaden und die Bergopfer-Gedenkkapelle St. Bernhard sowie eine Selbstversorgerhütte der Sektion Berchtesgaden des DAV.

## Alm
Die Kührointalm umfasst eine Almlichte von 3 ha und befindet sich in einer nach Nordosten geöffneten kesselartigen, leicht gewellten Geländestufe, zum Teil in der Ausprägung einer Buckelwiese. Sie befindet sich in Staatsbesitz und wird bestoßen. Die jährliche Niederschlagsmenge beträgt 1500 mm. Der Lawinenwarndienst Bayern betreibt eine automatische Messstation.

## Bergopfer-Gedenkkapelle St. Bernhard
Unmittelbar neben der Kührointhütte steht die kleine Bergopfer-Gedenkkapelle St. Bernhard. Diese wurde in den 1990er-Jahren errichtet und am 11. September 1999 dem heiligen Bernhard von Menthon geweiht. In ihr wird den über 1000 bekannten Bergwanderern und Bergsteigern gedacht, die in den Berchtesgadener Alpen ums Leben gekommen sind. Die Heiligenskulpturen in der Kapelle wurden in der Holzschnitzschule Berchtesgaden geschaffen. Im Eingangsbereich der Kapelle (Südosten) befindet sich eine Vertikalsonnenuhr.

## Nationalparkinfostelle
In einem Nebengebäude der privaten Berghütte ist die höchstgelegene Informationsstelle des Nationalparks Berchtesgaden untergebracht. Diese wurde 2007 vom damaligen bayerischen Ministerpräsidenten Edmund Stoiber eröffnet und vermittelt Wissenswertes zum Thema Bergmischwald im Nationalpark.

## Private Berghütte
Die Kührointhütte gehört dem Nationalpark Berchtesgaden und wird von einem privaten Pächter betrieben. Die Hütte ist den Sommer über durchgehend bewirtschaftet, es stehen Übernachtungsplätze für 30 Personen zur Verfügung.

## DAV-Selbstversorgerhütte
In einem der Almkaser befindet sich die ebenfalls Kührointhütte genannte Selbstversorgerhütte der Sektion Berchtesgaden des DAV, die ausschließlich Sektionsmitgliedern zur Verfügung steht.

## Erschließung
Die Alm ist durch eine für den öffentlichen Kfz-Verkehr gesperrte Forststraße erschlossen, Mountainbikes sind zugelassen.
Zu Fuß erreicht man die Alm
- vom Gasthaus Hammerstiel (780 m ü. NHN, Parkplatz) über Schappbachalm, leicht, Gehzeit: 2 Stunden
- von der Wimbachbrücke in Ramsau (640 m ü. NHN, Parkplatz) über Schappbachalm, leicht, Gehzeit: 2½ Stunden
- von Königssee (Ort, 605 m ü. NHN): Klingerweg über Klingeralm und Sommerbichl, leicht, Gehzeit: 2½ Stunden
- von St. Bartholomä (605 m ü. NHN, erreichbar nur per Boot) über den Rinnkendlsteig, schwieriger Bergsteig[6], Gehzeit: 3 Stunden

## Übergänge
- Grünsteinhütte (1200 m ü. NHN) über Höhenweg, leicht, Gehzeit: 1½ Stunden
- Watzmannhaus (1930 m ü. NHN) über Falzalm, mittel, Gehzeit: 2 Stunden

## Gipfelbesteigungen bzw. Aussichtspunkte
- Archenkanzel mit Ausblick auf St. Bartholomä, Königssee und Steinernes Meer
- Mooslahnerkopf (1815 m ü. NHN), Hüttengipfel, leicht, Gehzeit: 1 Stunde
- Grünstein (1305 m ü. NHN) über Grünsteinhütte, leicht, Gehzeit: 1¾ Stunden
- Kleiner Watzmann (2310 m ü. NHN), Schwierigkeitsgrad II nach UIAA, markiert, ungesichert, Gehzeit: 3 Stunden
- Großer Watzmann